# سری اپل ۲

اپل ۲ سال ۱۹۷۷با توجه به تصویر، دارای دو فلاپی دیسکت۲ و اپل مانیتور۲ بود و از دیگر ویژگی‌های آن می‌توان به کیبورد، دارا بودن صدا، کیس پلاستیکی و ۸ اسلات داخلی به جهت توسعه اشاره کرد.

سری اپل II (با براکت به عنوان اپل) مجموعه‌ای از رایانه‌های خانگی ۸ - بیتی و یکی از اولین ریزرایانه‌ها است که موفقیت بسیار کسب کرد و به تولید انبوه رسید.
این سری نخستین بار توسط استیو وازنیک طراحی شده و توسط شرکت کامپیوتری اپل (در حال حاضر شرکت اپل) به تولید رسید و در سال ۱۹۷۷ با عنوان اپل II معرفی شد.
در ابتدا راحتی استفاده، ظاهر و قابلیت انبساط و پیشرفت در فناوری آن، جایگزین اپل I که محصولی محدود بود و در ظاهر مدارهای داخلی آن آشکار بود، شد.
اپل II اولین کامپیوتر شخصی بود که قابلیت نمایش رنگ و برنامه‌نویسی شدن در زبان بیسیک را داشت.